# Ait1
Ait1 (amino acid-dependent inhibitor of TORC1 en anglès; traduït «inhibidor aminoàcid-depenent de TORC1») és una proteïna que controla el creixement cel·lular en alguns llevats.

## Introducció
Per funcionar correctament, les cèl·lules han d'establir la seva taxa de creixement en funció d'una àmplia selecció de nutrients i senyals hormonals. En els organismes eucariotes aquest control depèn, majoritàriament, d'un únic centre de senyalització anomenat TORC1 (target of rapamycin kinase complex I en anglès; traduït al català com a «objectiu del complex I de rapamicina quinasa»). Quan es dona la presència d'hormones i hi ha nutrients en abundància, aquest conglomerat de proteïnes (TORC1) impulsa el creixement de la cèl·lula mitjançant l'activació de proteïnes, ribosomes, lípids i la síntesi de nucleòtids. Contràriament, quan els nivells de nutrients o hormones baixen, el TORC1 es reprimeix i provoca que les cèl·lules passin d'un metabolisme anabòlic a un de catabòlic.
El 2022, fou descoberta la proteïna Ait1, responsable de controlar el creixement cel·lular dels llevats. Si es donen les condicions favorables al medi cel·lular, la proteïna Ait1 bloqueja el conglomerat TORC1 quan els nivells de nutrients baixen, de manera que bloqueja el creixement cel·lular. Gràcies a l'alta semblança entre els mecanismes cel·lulars dels llevats i dels humans, el descobriment de la proteïna obre les portes i planteja un nou objectiu als desenvolupadors de fàrmacs per a persones. Les cèl·lules de llevat i les cèl·lules del sistema immunitari humà es basen en reaccions químiques sorprenentment similars i la identificació de les diferències entre aquestes pot ajudar a estimular el desenvolupament de fàrmacs antifúngics capaços d'atacar els llevats que causen malalties al cos.
La proteïna Ait1 només ha evolucionat en els darrers 200 milions d'anys, fet que és relativament recent en termes evolutius.

## Història
Les cèl·lules dels llevats i les del sistema immunitari humà s'assemblen molt; de fet, segueixen una xarxa de reaccions químiques molt semblant. Tant els llevats com els humans utilitzen TORC1 per regular el creixement cel·lular. Tot i això, fa 200 milions d'anys un regulador TORC1 anomenat Rheb va desaparèixer de les cèl·lules de diversos organismes i aquestes es van dotar d'un nou regulador TORC1: Ait1.

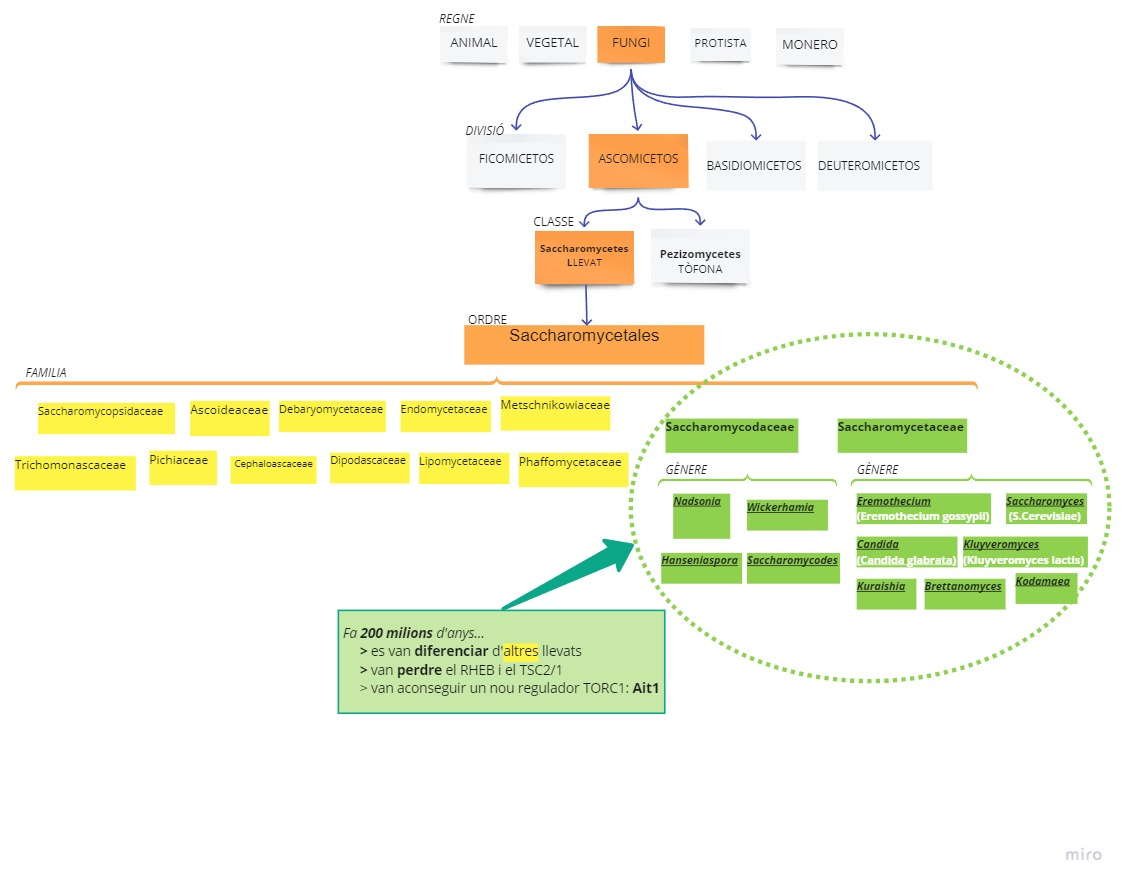
Diferenciació dels llevats fa 200 milions d'anys.

Aquest regulador és present en llevats de les famílies Saccharomycetaceae i Saccharomycodaceae, però no en altres clades. Això vol dir que Saccharomyces cerevisiae, Ashbya gossypii, Kluyveromyces lactis i el patogen Candida glabrata es van diferenciar d'altres llevats per la pèrdua de les proteïnes Rheb i el TSC2/1. Encara que l'Ait1 només hagi sigut detectat a les famílies Saccharomycetaceae i Saccharomycodaceae, és molt probable que altres eucariotes simples patissin el mateix canvi.
Per causes evolutives, Ait1 va passar a ser l'encarregat de regular TORC1 en condicions d'inanició a Saccharomycetaceae i Saccharomycodacea, assumint així part del paper de la proteïna Rheb.
Conèixer organismes amb el mateix circuit de control del creixement (TORC1), però amb diferents reguladors de senyal ha suposat un gran avenç i ha presentat un nou objectiu a la farmacologia.

### TORC1
TORC1 és un complex proteic eucariota molt conservat (amb poca variació genètica) que combina la presència de factors de creixement i nutrients al medi ambient amb la proliferació cel·lular. TORC1 participa principalment en la vinculació dels nivells d'aminoàcids amb el creixement cel·lular en llevats i mamífers. Aquest complex pot ser bloquejat per la proteïna Ait1 quan els nivells de nutrients baixen.
|  |  |  |

## Descripció de la proteïna Ait1
Aquest inhibidor depenent d'aminoàcids de TORC1 té molta similitud amb els receptors GPCR (G protein-coupled receptors). La proteïna Ait1 està formada per una seqüència de 545 aminoàcids, i consta d'un sol polipèptid que es troba a la membrana plasmàtica plegat globularment i set segments en total formen la seva estructura. A més, Ait1 té una regió central al seu tercer bucle del citosol (3C) amb el qual regula TORC1 i interactua amb Gtr1/2. Aquest bucle està compost de 180 aminoàcids i es troba intrínsecament desordenat.

## Classificació
Ait1 és una holoproteïna, ja que només està formada per aminoàcids, amb una conformació globular, una estructura terciària i és específica per a aquesta proteïna. A més, en tenir una conformació globular és considerada una proteïna hidrosoluble.
L'Ait1 és una proteïna específica dels llevats; tan sols ha sigut trobada en llevats de les famílies Saccharomycetaceae i Saccharomycodaceae, que estan molt relacionades i que han perdut els reguladors de TORC1, Rheb i TSC1/2. Tanmateix, s'ha suggerit que l'Ait1, o una proteïna molt similar, també podrien actuar com a reguladors en altres organismes unicel·lulars, com ara molts paràsits i plantes, que per evolució també van perdre els reguladors Rheb i TSC1/2.

## Localització
La proteïna Ait1 és una proteïna transmembrana que està situada a la membrana dels vacúols del llevat en les famílies Saccharomycetaceae i Saccharomycodaceae.
En un estudi genètic de Saccharomyces cerevisiae es va localitzar la seqüència d'ADN que codifica la proteïna Ait1 en el cromosoma IV.

## Estructura

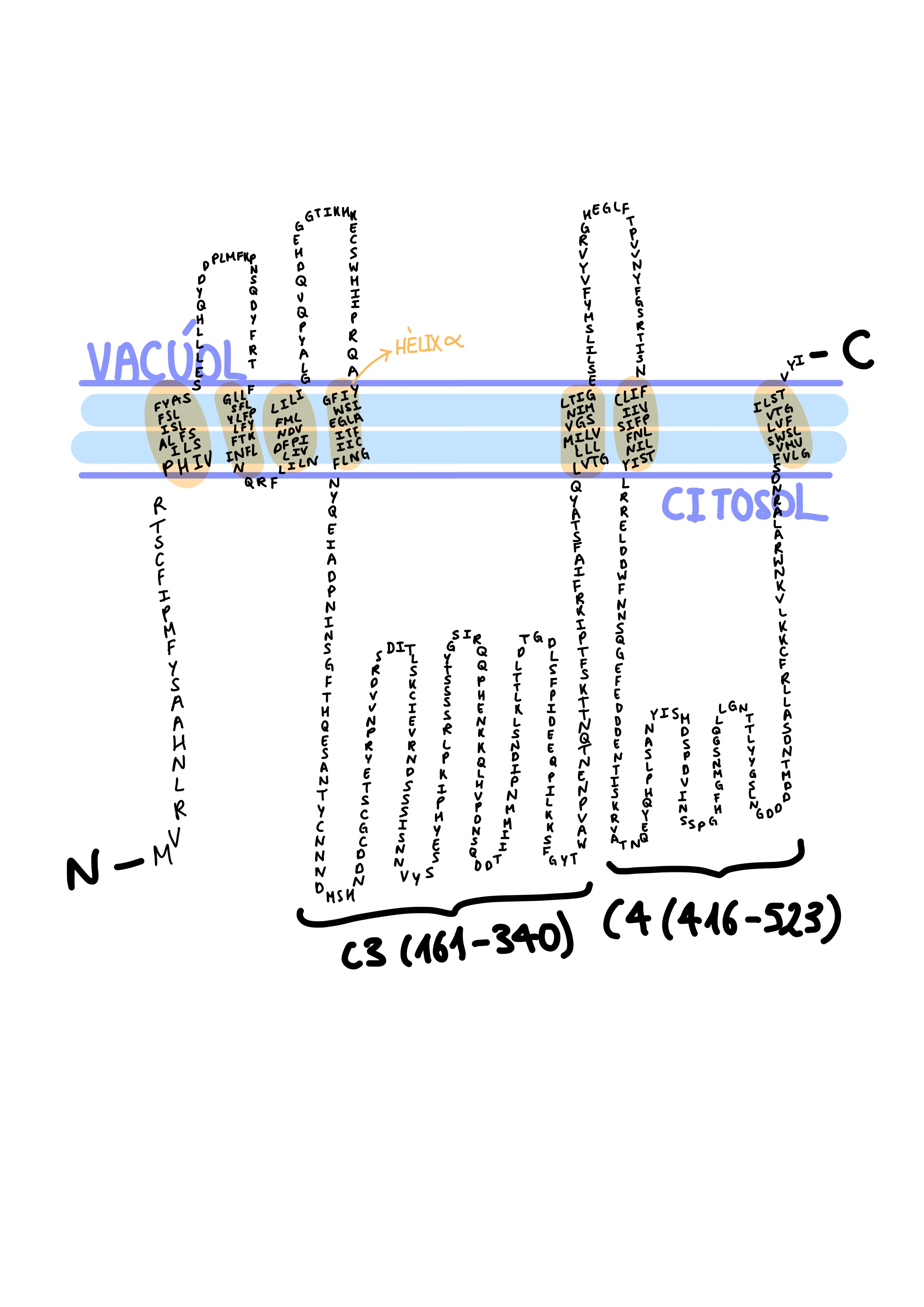
En aquest dibuix s'observa l'estructura de la proteïna Ait1. Es tracta d'una seqüència llarga d'aminoàcids estructurada principalment en set hèlixs α.

L'Ait1 és una proteïna transmembrana formada per set hèlixs alfa transmembrana, un N-terminal i un C-terminal. Està composta per una seqüència llarga d'aminoàcids col·locats de manera específica i ordenada.
La seva estructura és similar a la dels receptors acoblats a proteïnes G (GPCR, de l'anglès G protein-coupled receptors), formats per set dominis. Aquest receptor respon a uns estímuls extracel·lulars que activen les vies de transducció de senyals i donen lloc a les respostes cel·lulars específiques.

### Estimació de l'estructura de la proteïna
A causa del recent descobriment de la proteïna Ait1, no s'ha realitzat encara cap model estructural d'aquesta; de manera que el model següent, fet amb Phyre2, és una estimació en relació amb la seqüència dels aminoàcids que conté i les proteïnes que són similars; amb les quals té fins a un 37 per cent de coincidència.
Segons aquest model, un 51 per cent de la proteïna està estructurada en hèlix alfa, un 4 per cent en hèlix beta, un 25 per cent en hèlix transmembrana i la resta de proteïna està organitzada en altres tipus d'estructures.

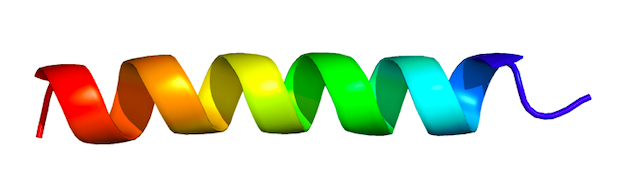
Estimació de l'estructura de la proteïna Ait1 en funció de la seva seqüència d'aminoàcids i de les proteïnes homòlogues.

### Semblança estructural amb altres proteïnes
L'estimació estructural de la proteïna Ait1 es pot dur a terme gràcies a la coincidència dels seus aminoàcids amb altres models proteics. Els cinc models amb els quals hi ha més coincidència són «c6kacZ_», amb el que coincideix un 37 per cent; «c6dafD_», amb un 36,5 per cent; «d1h2vc3», amb un 36 per cent; «c2be6F_», amb un 34,3 per cent i finalment «c6c0aB_», amb un 33,8 per cent.

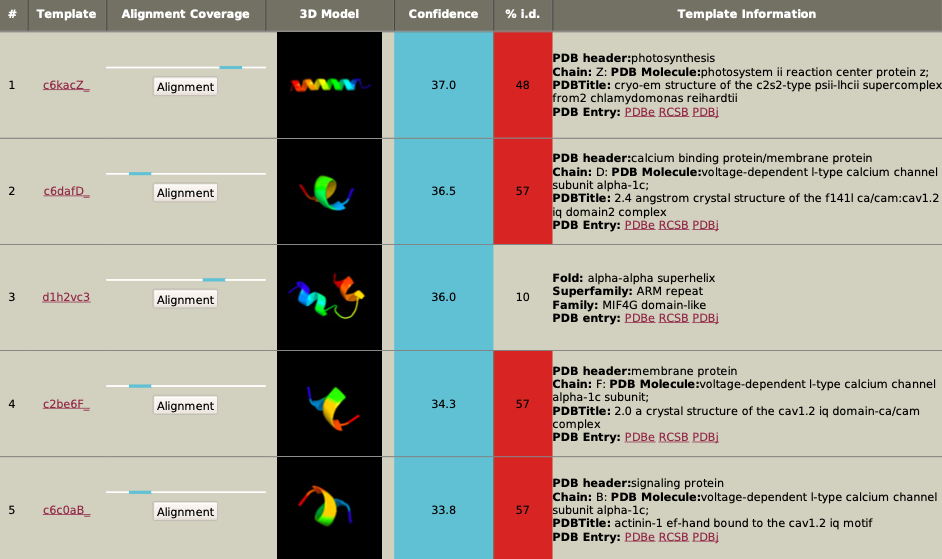
Models sobre els quals la proteïna Ait1 té semblança amb relació a la seqüència d'aminoàcids.

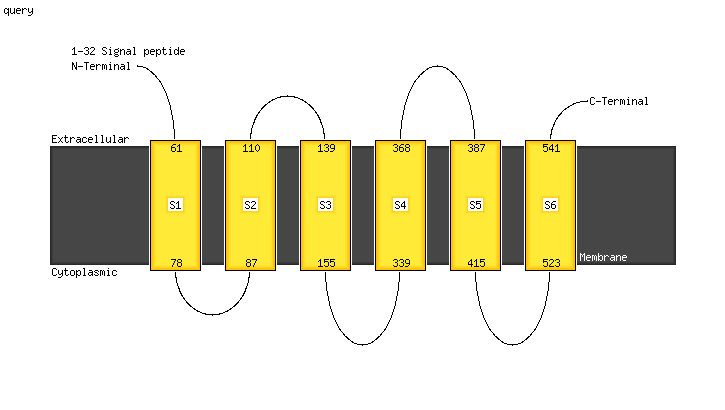
Situació estimada de les hèlix transmembrana de la proteïna Ait1 a partir de la seqüència d'aminoàcids.

## Funcions
- La proteïna Ait1 ha de mantenir el TORC1 en la seva posició nativa al voltant de la membrana vacuolar durant el creixement cel·lular (en fase logarítmica).[cal citació]
- L'Ait1 és necessària per a la inhibició de TORC1 durant l'absència d'aminoàcids a les cèl·lules que expressen Gtr1 i/o Gtr2.[cal citació]
- La supressió d'Ait1 anul·la completament els defectes greus en la formació del cos TORC1 causats per (1) bloquejar Gtr1 en la seva conformació activa, lligada a GTP, (2) suprimint l'inhibidor de Gtr1 Npr2, o (3) suprimint la proteïna d'unió a TORC1 i el regulador anomenat Pib2.[cal citació]

Així doncs, la proteïna Ait1 actua al nivell de Gtr1/2 i Pib2, o bé per mantenir TORC1 en la seva posició nativa (distribuïda al voltant de la membrana del vacúol) en condicions plenes de nutrients. Aquest efecte de lligament es perd, o anul·la, en condicions d'absència de nutrients a la cèl·lula.
La supressió d'Ait1 bloqueja gairebé completament la repressió de TORC1 durant l'absència d'aminoàcids (demostrat a partir del seguiment de la fosforilació de l'activitat TORC1 en soques de tipus salvatge). En canvi, Ait1 no afecta la inhibició de TORC1 durant la inanició completa de nitrogen.

## Malalties associades
TORC1 és l'encarregat de controlar el creixement de cèl·lules tant en llevats com en humans. Ait1 actua als llevats com a sensor de nutrients, regulador del TORC1 i desencadena els processos per tal de controlar el creixement de les cèl·lules. Normalment, Ait1 desactiva TORC1 als llevats quan les cèl·lules manquen de nutrients, provocant aleshores un bloqueig en el creixement cel·lular.
TORC1 va ser descobert inicialment en llevats, però també participa en l'activació de cèl·lules del sistema immunitari humà. Quan TORC1 no funciona correctament pot desencadenar un càncer, diabetis o diversos trastorns neurològics com ara l'epilèpsia i la depressió. Concretament, s'ha observat que si TORC1 és massa actiu, pot desencadenar un càncer o epilèpsia, en canvi, si és molt poc actiu, pot causar depressió.

## Tractaments
Els cossos humans i els llevats depenen de la mateixa via TORC1. Això dificulta el desenvolupament de fàrmacs que inhibeixin el creixement de llevats patògens controlant aquesta via, per les possibles interaccions negatives amb el creixement de cèl·lules immunitàries humanes. Així doncs, el descobriment de la proteïna Ait1 obra una nova porta per desenvolupar nous fungicides més específics i capaços de neutralitzar i de reduir el creixement de llevats i altres fongs paràsits o patògens en el cos humà, sense afectar negativament les cèl·lules humanes del sistema immunitari del pacient.
Això és a causa del fet que l'Ait1 actua regulant els TORC1, que controla el creixement cel·lular en la majoria d'organismes tant humans com llevats, per tant, bloqueja el creixement, però com és una proteïna específica dels llevats no bloquejarà el TORC1 de les cèl·lules humanes.
A més a més, s'han trobat altres organismes unicel·lulars que van seguir el mateix camí evolutiu que les famílies de llevat que fan servir l'Ait1 per regular TORC1, i han guanyat nous reguladors molt similars a l'Ait1. També es podrien descobrir i dur a terme tractaments contra organismes patògens seguint aquesta de via de regulació del creixement cel·lular.